# 帕里弧

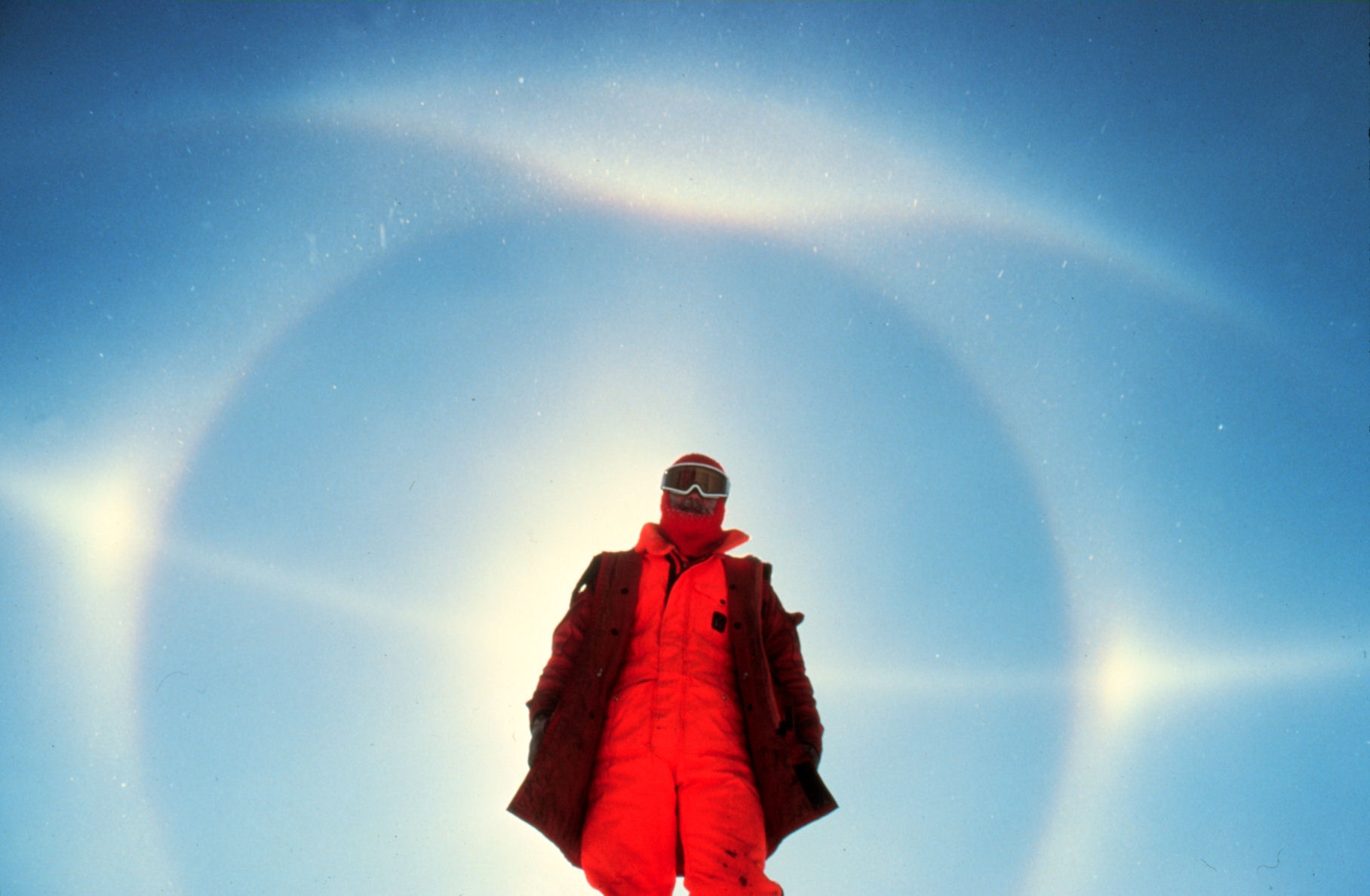
1980 年 12 月，美国国家海洋和大气局的辛迪·麦克菲在南极站记录的光环显示照片。照片中出现了几种不同的光晕现象：两个幻日（亮点）、一个幻日圆（水平线）、一个22° 晕（圆）、一个上切弧和一个帕里弧（顶部）。

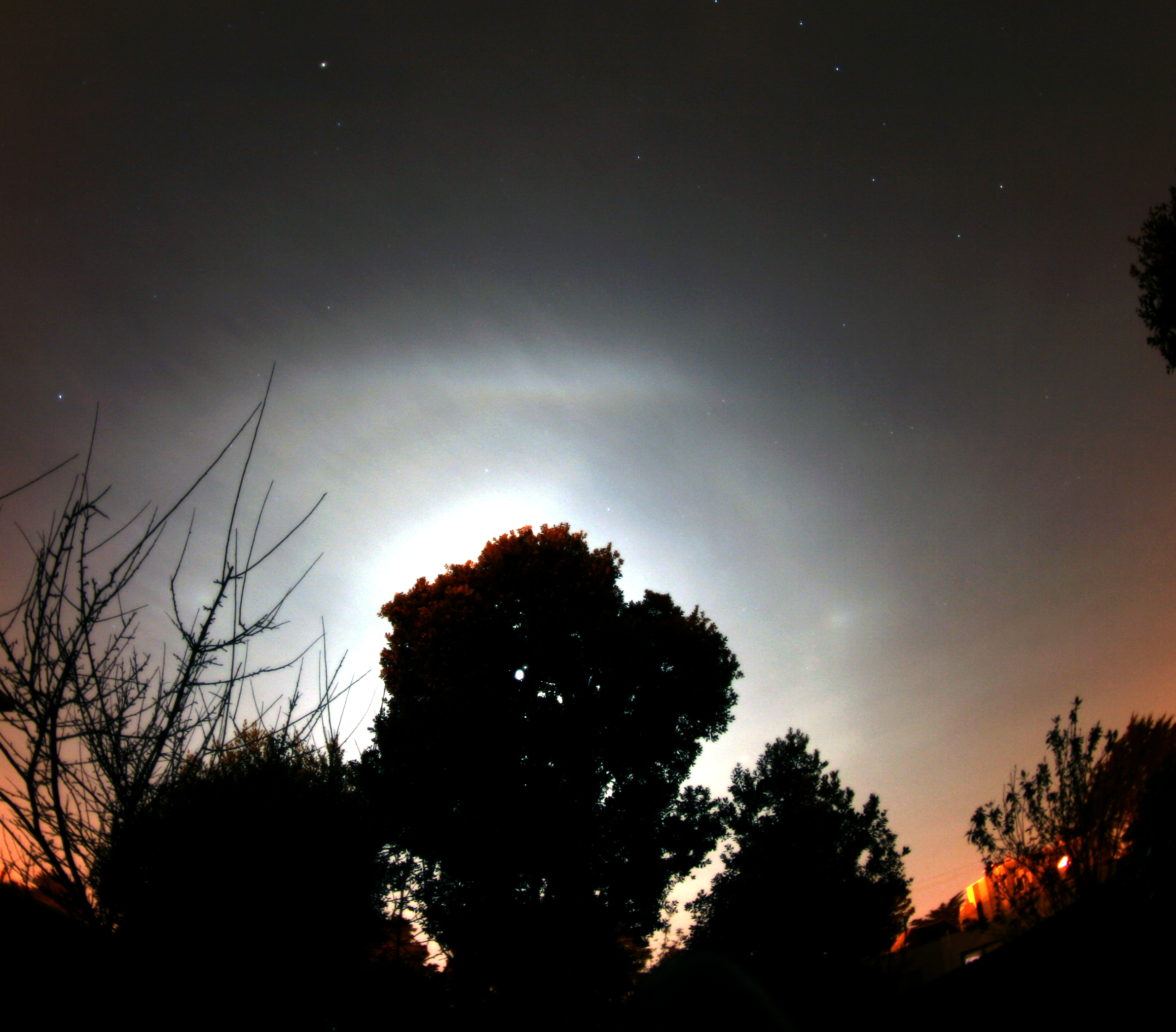
复杂的月晕。可见的有：光环、帕里弧、上切弧和幻月。

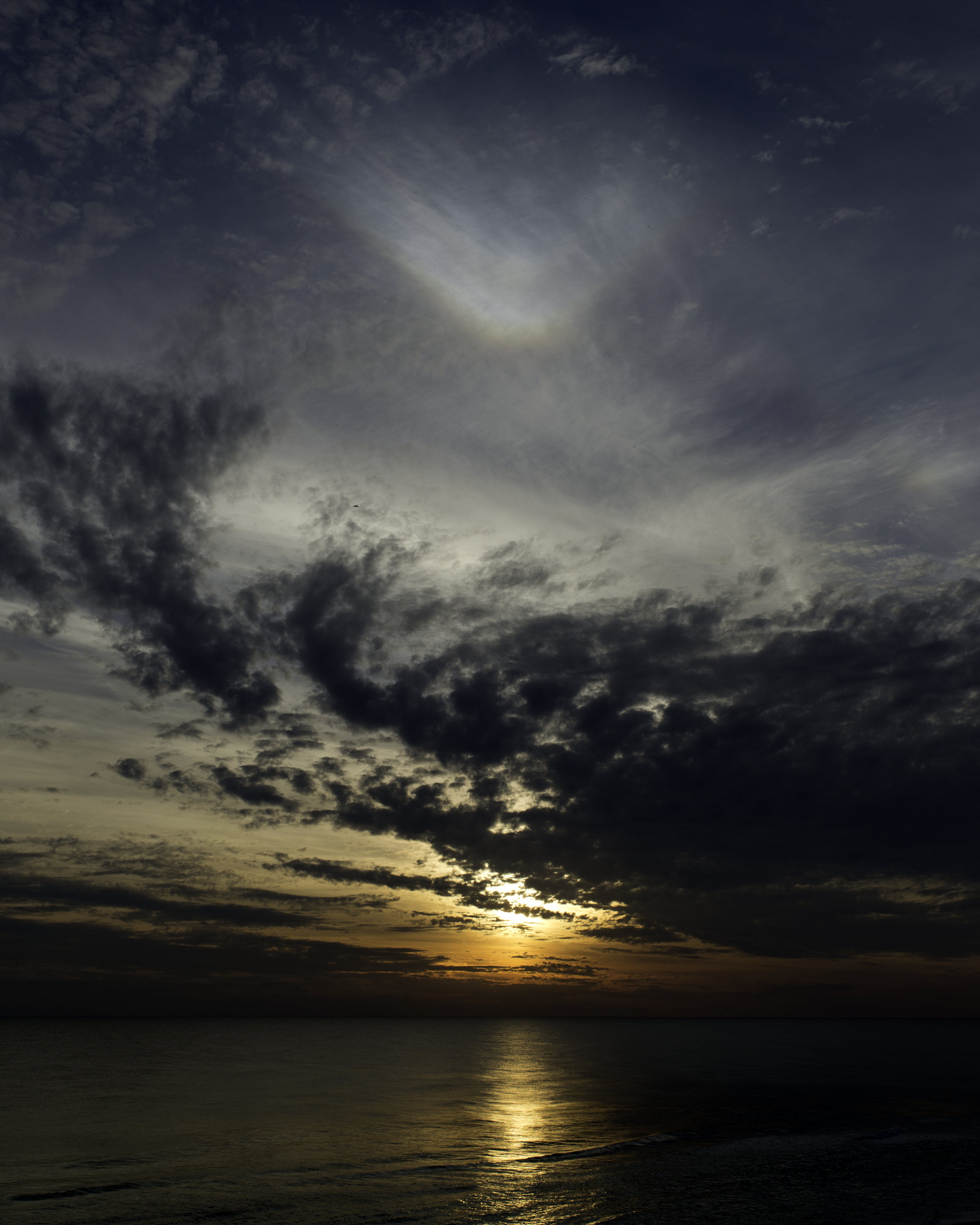
2015 年 11 月 24 日，在佛罗里达州圣罗莎海滩上看到的上切弧和向阳帕里弧。

帕里弧（Parry arc）是一种罕见的晕，一种偶尔出现在22° 晕上方的光学现象，同时还有上切弧。

## 发现
1820 年，威廉·爱德华·帕里爵士 (Sir William Edward Parry, 1790–1855) 在一次北极探险中寻找西北航道时首次描述了这种晕。 4 月 8 日，在恶劣的条件下，他的两艘船被冰困住，迫使他在加拿大北部北极群岛的梅尔维尔岛过冬，当天他绘制了这一现象的图画。该图准确地呈现了幻日环、 22° 晕、一对幻日、下切弧、 46° 晕圈和外天顶弧。然而，他确实弄错了上切弧。另一方面，他添加了两条从 46° 晕的底部横向延伸的弧，长期以来被解释为错误绘制的下侧弧，但也有可能是正确绘制的亚螺旋弧（两者均由相同的晶体取向产生，但光线通过不同晶面）。 

## 形成
帕里弧是由双取向的六棱柱晶体产生的，即所谓的帕里取向，其中棱镜的中心主轴和上下棱镜侧面都是水平取向的。这个方向造成了几个罕见的光晕。格挡弧是光线穿过形成 60° 角的两个侧面的结果。帕里弧的形状随着太阳的高度而变化，随后被称为上弧或下弧，以表明它们是在太阳上方或下方发现的，并且根据它们的方向来判断是凹的或凸的。  
柱状晶体采用这种特殊的帕里取向的机制受到了很多猜测——最近的实验室实验表明，可能是由于存在具有斜角六边形横截面的晶体。 

帕里弧可能与上切弧、 洛维茨弧和任何由金字塔形晶体产生的奇数半径晕圈混淆。